# Tre små piger
Tre små piger er en dansk film fra 1966, instrueret af Ebbe Langberg efter manuskript af Susanne Palsbo. Filmen, der er et musikalsk lystspil, er baseret på operetten Drei arme kleine Mädels med libretto af Hermann Feiner og Bruno Hardt-Warden samt Walter Kollos musik.

## Medvirkende
Med i filmen er blandt andet:
- Poul Bundgaard - Grev Rambow
- Ove Sprogøe - Biebitz Von Biebitz
- Susse Wold - Beate
- Malene Schwartz - Marie
- Daimi Gentle - Annette
- Bodil Udsen - Fru Munke
- Karl Stegger - Skomagermester Knuse
- Paul Hagen - Tjener Wendolin
- Maria Garland - Enkeærkehertuginde
- Birger Jensen - Hertug Wilhelm
- Jørgen Kiil - Frands
- Jesper Langberg - Andreas
- Christoffer Bro - Adam
- Ole Søltoft - Skomagerdrengen Gottlieb